# Осеї Кофі
Осеї Кофі (англ. Osei Kofi, нар. 3 червня 1940, Кофоридуа) — ганський футболіст, що грав на позиціях півзахисника і нападника, зокрема за клуб «Асанте Котоко», а також національну збірну Гани, у складі якої — дворазовий володар Кубка африканських націй

## Клубна кар'єра
Починав грати у футбол за команду «Гартс оф Оук».
1962 року продовжив кар'єру в «Асанте Котоко», кольори якого захищав до середини 1970-х. Більшість часу, проведеного у складі «Асанте Котоко», був основним гравцем команди і одним з її головних бомбардирів команди, маючи середню результативність на рівні 0,44 гола за гру першості. У складі цієї команди виборов перший у її історії Кубок африканських чемпіонів 1970.

## Виступи за збірні
1962 року дебютував в офіційних матчах за національну збірну Гани. Вже наступного року став у її складі переможцем домашнього для ганців розіграшу Кубка африканських націй 1963. За два роки, на Кубку африканських націй 1965 в Тунісі, допоміг «чорним зіркам» захистити титул континентальних чемпіонів. На останньому турнірі відзначився трьома забитими голами, що дозволило йому розділити із двома іншими гравцями титул найкращого бомбардира першості Африки.
Тричі захищав кольори Гани на футбольних турнірах в рамках Літніх олімпійських ігор — 1964 року в Токіо, 1968 року в Мехіко та 1972 року в Мюнхені.

## Титули і досягнення

### Командні
- Володар Кубка африканських націй (2):

Гана: 1963, 1965
- Срібний призер Кубка африканських націй: 1968
- Володар Кубка чемпіонів КАФ (1):

«Асанте Котоко»: 1970

### Особисті
- Найкращий бомбардир Кубка африканських націй (1):

1965 (3 голи)